# Robert Waga
Robert Waga (ur. 19 maja 1968 w Łodzi) – polski grafik, rysownik i muzyk.

## Biogram
Robert Waga od dzieciństwa interesował się rysowaniem. Pierwszą nagrodę za komiks otrzymał w 1976 na Ogólnopolskim Konkursie Rysunkowym zorganizowanym przez program telewizyjny Teleranek. Mając dziesięć lat zajął I miejsce w konkursie Moja książka, mój ulubiony bohater (1978), zorganizowanym przez Dom Książki w Łodzi. Jako początkujący rysownik publikował w ogólnopolskich pismach: Karuzela, Szpilki i Świat Młodych. Ukończył Liceum Sztuk Plastycznych w Łodzi (1983-1988), gdzie działał w klubie fantastyki naukowej UFO-Zenek, rysując komiksy i ilustracje.
Robert Waga współtworzył Stowarzyszenie Twórców Contur, w którym sprawuje funkcję zastępcy prezesa zarządu oraz Międzynarodowy Festiwal Komiksu i Gier. W pierwszym Konkursie na krótką formę komiksową, organizowanym w ramach festiwalu, otrzymał I nagrodę za tryptyk pt. Bez komentarza (1991), a rok później, II nagrodę za komiks pt. Więzień własnej wyobraźni.  Jego nagrodzone prace od roku 2023 są prezentowane na stałej ekspozycji w Centrum Komiksu i Narracji Interaktywnej w Łodzi. Waga jest inicjatorem konkursu dla dzieci i młodzieży Podróż do centrum wszechświata, odbywającego się od 2000 podczas festiwalu; prowadził również warsztaty dla młodych rysowników oraz przewodniczył jury konkursu. Organizował wystawy konkursowe i pokonkursowe.
Rysownik jest współtwórcą  edukacyjnej gry komputerowej dla sześciolatków Miś i literki oraz autorem gier: Sny Pati i Skarby Smoka Żubrosa. W latach 1978–2010 brał udział w kilku projektach muzycznych, z których najważniejszym był heavymetalowy zespół Inhuman Obsessed, założony w 1989. Obecnie zajmuje się grafiką i animacją komputerową; tworzy i obrabia muzykę wykorzystując współczesne instrumenty i najnowszą technikę komputerową.
W 2009 otrzymał odznakę honorową Zasłużony dla Kultury Polskiej. Podczas 25. Międzynarodowego Festiwalu Komiksu i Gier (2014) dostał okolicznościowy, jubileuszowy medal, natomiast w trakcie 35. Międzynarodowego Festiwalu Komiksu i Gier w Łodzi (2024) statuetkę Komiksusa z okazji 25 lat istnienia Konkursu komiksowego dla dzieci i młodzieży oraz 35 lat festiwalu. Otrzymał również Nagrodę im. Papcia Chmiela w postaci medalu, zaprojektowanego przez Henryka Jerzego Chmielewskiego, autora Tytusa, Romka i A’Tomka, na którym widnieje napis – tytuł: Doktor humoris causa. Nagroda przyznawana jest przez organizatorów festiwalu za wybitne zasługi dla polskiego komiksu.

## Publikacje
- Arena Komiks – Antologia: Międzynarodowy Festiwal Komiksu 2004[13]
- Relax – 44 (Labrum)[14]
- Komiksowa Łódź[7]

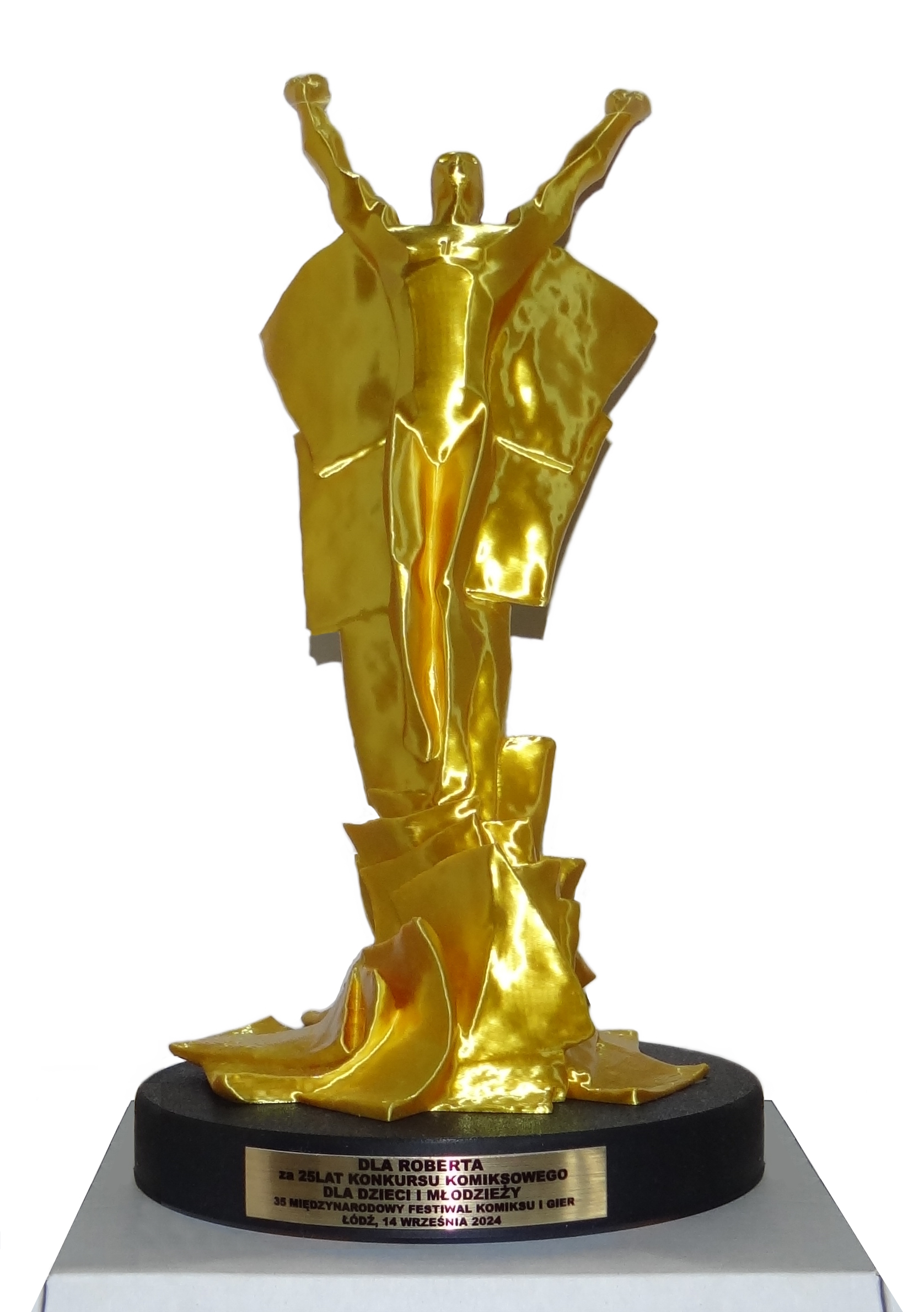
Komiksus dla Roberta Wagi
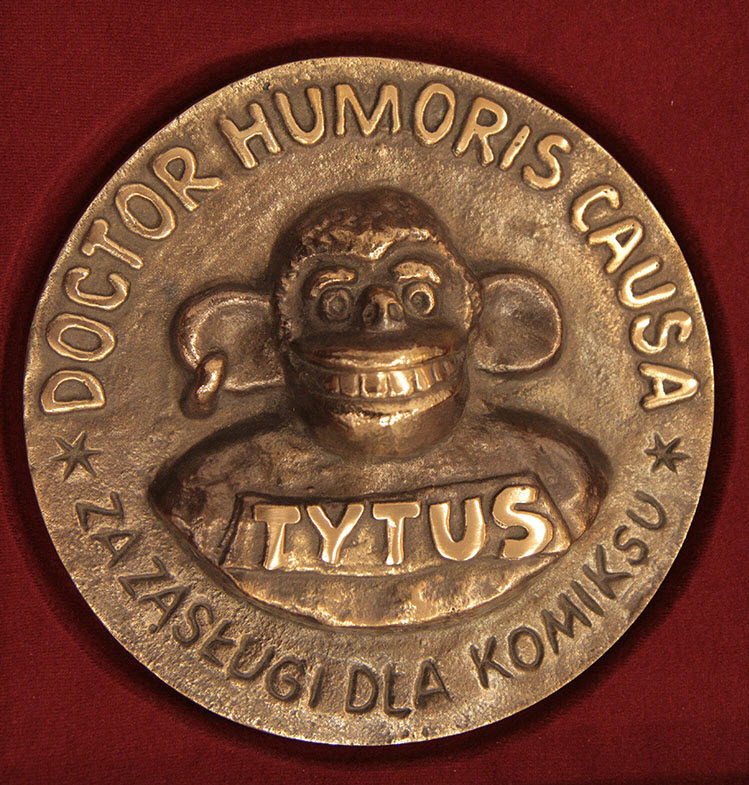
Medal Doktor humoris causa